# جیغ ۷
جیغ ۷ (انگلیسی: Scream 7) یک فیلم اسلشر آمریکایی است که کارگردانی آن توسط کوین ویلیامسون انجام شده و فیلمنامه‌اش توسط گای باسیک بر اساس داستانی از جیمز وندربیلت و باسیک نوشته شده است. این فیلم دنباله‌ای بر فیلم جیغ ۶ (۲۰۲۳) است و هفتمین قسمت از مجموعه فیلم جیغ محسوب می‌شود. بازیگران این فیلم، نو کمبل، کورتنی کاکس، دیوید آرکت، میسون گودینگ، ایزابل می و آنا کمپ هستند.
این فیلم پس از خروج کارگردانان فیلم‌های جیغ (۲۰۲۲) و جیغ ۶ (۲۰۲۳)، مت پتینلی-اولپین و تایر گیلت در اوت ۲۰۲۳ و همچنین غیبت ستارگانی مانند ملیسا باررا و جنا اورتگا به دلایل مختلف که نوامبر همان سال تأیید شد، تغییرات زیادی را تجربه کرد. در مارس ۲۰۲۴، نو کمبل بازگشت خود به این فرنچایز پس از غیبت در جیغ ۶ تأیید کرد و کوین ویلیامسون به عنوان کارگردان منصوب شد، که پیش از این به عنوان نویسنده و تهیه‌کننده در فیلم‌های اولیهٔ جیغ فعالیت کرده بود. فیلم‌برداری در ژانویهٔ ۲۰۲۵ آغاز شد.
جیغ ۷ برای انتشار در ۲۷ فوریه ۲۰۲۶ در ایالات متحده توسط پارامونت پیکچرز برنامه‌ریزی شده است.

## تولید

### فیلم‌برداری
تصویربرداری اصلی تحت عنوان کاری Scar Tissue در آتلانتا، جورجیا در ۷ ژانویه ۲۰۲۵ آغاز شد و پیش‌بینی می‌شود که تا ۱۲ مارس ادامه یابد. به گفتهٔ کمبل، فیلم‌برداری برای سپتامبر ۲۰۲۴ برنامه‌ریزی شده بود اما به دلیل مشکلات زمان‌بندی، تا دسامبر ۲۰۲۴ به تعویق افتاد.

## انتشار
جیغ ۷ برای انتشار در ۲۷ فوریه ۲۰۲۶ در ایالات متحده برنامه‌ریزی شده است.